# Morti nel 1392
| Questa pagina contiene informazioni ricavate automaticamente dalle voci biografiche con l'ausilio del template Bio e di un bot. L'aggiornamento è periodico e automatico e ricostruisce completamente la pagina. Se manca una persona in questa lista, sei pregato di non aggiungerla, ma accertati piuttosto che la sua voce biografica contenga il template Bio e che i dati anagrafici siano correttamente compilati. Se il template Bio manca, inseriscilo tu stesso o, in alternativa, metti l'avviso {{tmp\|Bio}} che ne segnala la mancanza. Se i dati riportati sono sbagliati, correggi direttamente la voce biografica; le modifiche saranno visibili in questa lista entro pochi giorni. Per chiarimenti vedi il progetto biografie. La lista contiene solo le 21 persone che sono citate nell'enciclopedia e per le quali è stato implementato correttamente il template Bio. Pagina aggiornata al 18 ago 2025. |

- 2 febbraio - Agnese d'Austria, principessa (n. 1322)
- 15 marzo - Eberardo II di Württemberg, conte tedesco (n. 1315)
- 1º giugno - Andrea Chiaramonte, nobile italiano
- 28 giugno - Vygantas, nobile lituano
- 24 settembre - Jean de Talaru, arcivescovo cattolico francese
- 25 settembre - Sergio di Radonež, religioso e santo russo
- 5 ottobre - Yusuf II di Granada, sultano
- 21 ottobre - Pietro Gambacorti, nobile italiano (n. 1319)
- 5 novembre - Pierre de Fétigny, cardinale francese
- 8 novembre - Bertrand Lagier, cardinale e vescovo cattolico francese (n. 1320)
- 22 novembre - Robert de Vere, duca d'Irlanda, nobile inglese (n. 1362)
- 23 dicembre - Isabella di Castiglia, principessa spagnola (n. 1355)
- Stoldo Altoviti, diplomatico e politico italiano
- Davide di Gorodec, principe russo
- Matteo Mandelli
- Manfredo V di Saluzzo, nobile e militare italiano
- Guglielmo Peralta, nobile italiano
- Pietro di Ginevra, nobile
- Sante da Cori, presbitero italiano (n. 1339)
- Leonardo de Zori, nobile e arcivescovo cattolico italiano
- Beatrice di Ginevra, nobile francese (n. 1335)